# Pavel Maixner
Pavel Maixner (* 23. listopadu 1962) je bývalý český politik, v 90. letech 20. století poslanec Poslanecké sněmovny za formaci Sdružení pro republiku - Republikánská strana Československa.

## Biografie
V roce 1996 ho primátor Hradce Králové Martin Dvořák obvinil, že Maixner byl mezi skupinkou lidí, která ho fyzicky napadla poté, co se jí snažil zabránit v nelegálním výlepu volebních plakátů. Maixner obvinění popřel. V únoru 1997 ho sněmovní výbor doporučil v této kauze k vydání k trestnímu stíhání. Sněmovna ale následně jeho vydání a zbavení imunity zamítla.
Ve volbách v roce 1996 byl zvolen do poslanecké sněmovny za SPR-RSČ (volební obvod Východočeský kraj). Zasedal v sněmovním zemědělském výboru. V parlamentu setrval do voleb v roce 1998.
Po sněmovních volbách roku 1998, v nichž SPR-RSČ neuspěla, stranu opustil. V prosinci 1998 oznámil, že ukončuje své členství. Zdůvodnil to neprůhledným stranickým financováním a absencí reflexe příčin volební prohry. Oznámil, že zvažuje vstup do ODS. Zástupci místní organizace občanských demokratů ale o jeho úmyslu nic nevěděli. V lednu 2000 se podílel na přípravě vzniku nového politického subjektu Evropská demokratická strana (nesouvisí se stejnojmennou formací EDS založenou roku 2008). Přípravný výbor nové strany se sešel v Maixnerově bydlišti v Ústí nad Orlicí. Definovala se jako středopravicová a proevropská. Později byl aktivní v mimoparlamentní straně Republikáni, ve které působil i další bývalý politik SPR-RSČ Jan Vik. V předvolební televizní debatě před sněmovními volbami v roce 2002 byl Maixner údajně fyzicky napaden příznivci SPR-RSČ (oficiálně nyní Republikáni Miroslava Sládka) a zažaloval pak své bývalé stranické kolegy o náhradu škody).
V komunálních volbách roku 1994 byl zvolen do zastupitelstva města Ústí nad Orlicí za SPR-RSČ. V komunálních volbách roku 1998 kandidoval, ale nebyl zvolen. Profesně se uvádí jako soukromý podnikatel.
V roce 2005 byl podmínečně odsouzen za nelegální obchod se zbraněmi. Proti verdiktu se odvolal.